# Монтагју (Калифорнија)
Монтагју (енгл. Montague) град је у америчкој савезној држави Калифорнија. По попису становништва из 2010. у њему је живело 1.443 становника.

## Демографија
Према попису становништва из 2010. у граду је живело 1.443 становника, што је 13 (0,9%) становника мање него 2000. године.
| Група             | 2000.         | 2010.         |
| Белци             | 1.262 (86,7%) | 1.191 (82,5%) |
| Афроамериканци    | 1 (0,1%)      | 4 (0,3%)      |
| Азијати           | 2 (0,1%)      | 8 (0,6%)      |
| Хиспаноамериканци | 79 (5,4%)     | 107 (7,4%)    |
| Укупно            | 1.456         | 1.443         |